# Suszec (gemeente)
De gemeente Suszec is een landgemeente in het Poolse woiwodschap Silezië, in powiat Pszczyński.
De zetel van de gemeente is in Suszec.
Op 30 juni 2004 telde de gemeente 10 648 inwoners.

## Oppervlakte gegevens
In 2002 bedroeg de totale oppervlakte van gemeente Suszec 75,63 km², waarvan:
- agrarisch gebied: 53%
- bossen: 35%

De gemeente beslaat 15,97% van de totale oppervlakte van de powiat.

## Demografie
Stand op 30 juni 2004:
| Omschrijving                   | Totaal | Totaal | Vrouwen | Vrouwen | Mannen | Mannen |
| ------------------------------ | ------ | ------ | ------- | ------- | ------ | ------ |
| eenheid                        | aantal | %      | aantal  | %       | aantal | %      |
| inwoners                       | 10 648 | 100    | 5384    | 50,6    | 5264   | 49,4   |
| bevolkingsdichtheid (inw./km²) | 140,8  | 140,8  | 71,2    | 71,2    | 69,6   | 69,6   |

In 2002 bedroeg het gemiddelde inkomen per inwoner 2143,95 zł.

## Administratieve plaatsen (sołectwo)
Kobielice, Kryry, Mizerów, Radostowice, Rudziczka, Suszec.

## Overige plaatsen
Borki, Branica, Grabówka, Konradów PGR, Owczarnia, Podlesie, Sikowiec, Siągarnia, Stary Suszec, Średni Dwór, Żabiniec.

## Aangrenzende gemeenten
Kobiór, Pawłowice, Pszczyna, Orzesze, Żory